# Klizymetr
Klizymetr (pochyłościomierz) – prosty optyczny przyrząd geodezyjny stosowany w geologicznych pracach terenowych, służący do mierzenia kątów pionowych przez celowanie, w tym pomiaru kąta nachylenia stoku, do wyznaczania płaszczyzny poziomej i mogący również służyć za odległościomierz. Może być wbudowany w kompas geologiczny lub występować niezależnie.